# QF 12 파운드 12cwt 함포
QF 12 파운드 12cwt 함포(QF 12 pounder 12 cwt naval gun)는 영국에서 개발된 함포이다. 초창기의 속사포 중 하나이며, 구축함의 주포와 대형함의 어뢰를 방어하는 포로 널리 사용되었다. 또한 해안포와 고사포로 전용되기도 했다.

## 내력
영국 해군은 1858년에 한 차례 후장식 강선포인 암스트롱 포를 채용했지만, 누기 밸브의 개방 불량이나 특히 대구경 포에서는 조포가 곤란해지는 문제가 있었다. 또한 이 시점에서 장갑 관통력과 조준 정밀도가 전장식보다 뒤떨어졌기 때문에 1864년 다시 전장식으로 회귀하기로 결정했다. 그러나 다른 한편으로 다른 나라에서는 후장식 강선포를 개발하고, 채용하는 것이 활발하게 이루어지고 있었기 때문에 영국의 군수 산업에서 수출용으로 이런 종류의 포를 계속 개발했다.
영국 해군도 1879년에는 다시 후장포 장비로 전환했다. 이것은 누기 밸브의 설계를 개량하여 후장포의 실용성을 향상하였고, 장약의 발전으로 포신이 길어지고 있었기 때문에 전장포가 비현실적으로 된 것이 주된 이유였다. 기존의 전장포가 너무 거대해졌고, 당시 등장하기 시작했던 어뢰정을 추격할 수 있는 가망이 거의 없었던 것도 한 요인이었다. 이 때문에 기존의 함포를 대체할 후장포 조달을 추진하는 한편, 1881년 해군 본부는 어뢰를 방어할 수 있는 포 개발을 요청했다. 이것은 분당 12발이라는 빠른 발사 속도와 당시 어뢰의 최대 유효 사거리인 600야드(550m) 보다 긴 사정거리에 어뢰정의 사정거리를 벗어날 수 있는 성능이 요구되었고, 속사포는 새로운 카테고리가 되었다. 그리고 1887년, 윌리엄 암스트롱이 발표한 혁신적인 속사포  중 하나가 바로 이 함포이다.

## 설계와 성능
포신은 A 튜브, B 튜브, 외통과 C 후프(테)로 구성되어 있다. 강선은 2617mm 길이 16조, 회전도는 120구경 길이로 한 회전이었지만, 이후 30구경 길이로 한 회전으로 변경되었다. 유압 주퇴 복좌 장치를 갖춘 고각식 또는 중심축식의 포가에 올려둘 수 있었다. 나사못식의 꼬리 마개를 갖추었고, 숙련된 포병이면 분당 12발의 발사 속도를 발휘할 수 있다.
약실의 길이는 393.12mm, 용적율은 1.994 입방 데시미터, 강압은 2,520 kgf/cm² (247 MPa), 초속은 681m/s였다. 최대 사거리는 앙각 40도에서 10,740m 사거리를 가졌고, 최대 발사 높이는 앙각 70도에서 5,790m 사거리였다.

## 운용
본포는 초기 영국 구축함의 표준 함포로 널리 탑재되었다. 최초의 A급부터 주포로 장착된 대구경 40구경 10.2cm 포(BL 4인치포 Mk.VIII)를 채용한 F급 이상에서도 부포로 유지되었다. 그러나 외국 구축함이 대형화됨에 따라, 이 함포로는 구축함과의 교전에서 위력이 부족한 것을 절감하게 되었다.

## 참고 문헌
- Campbell, N. J. M. (1986). 《Naval Weapons of World War Two》. Naval Institute Press. ISBN 978-0870214592.
- Friedman, Norman (2011). 《Naval Weapons of World War One》. United States Naval Institute. ISBN 978-1848321007.
- 맥닐, 윌리엄 (2014). 《전쟁의 세계사(하)》. 中公文庫. ISBN 978-4122058989.
- 高須, 廣一 (1992년 7월). “병장기 (기술면에서 본 일본 구축함의 발전)”. 《세계의 포함》 (海人社) (453): 174–181.
- 高須, 廣一 (1994년 2월). “병장기 (기술면에서 본 영국 구축함의 발전)”. 《세계의 함선》 (海人社) (477): 172–179. ISBN 978-4905551478.
- 高須, 廣一 (1996년 12월). “시대를 초월한 구경 76mm포 이야기”. 《세계의 함선》 (海人社) (518): 96–101.